# 참의원 (일본)
참의원(일본어: 参議院 산기인[*], 영어: House of Councillors)은 일본 국회를 구성하는 양원 중의 하나로 상원에 해당하며, 1947년 현행 일본국 헌법이 시행되면서 제국의회의 귀족원을 대신하여 설치되어 중의원과 함께 국회를 구성한다.

## 일본국 헌법의 참의원

### 선거권
- 선거권 : 18세 이상의 일본 국민 (일본 공직선거법 제9조, 2016년 6월 19일 : 20세 이상 → 18세 이상)
- 피선거권 : 30세 이상의 일본 국민

### 임기
임기는 6년이다. 3년마다 선거를 통해 절반을 새로 선출한다. 중의원과 달리 임기 중의 해산이 없다. 덧붙여 일본국 헌법 제102조의 규정에 의해 제1회 참의원의원통상선거의 당선자 절반은 임기가 3년이었다.

### 의원의 선출 방법
선거는 각 도도부현을 선거구로 하는 선거구제와 전국 비례대표제를 이용하는데, 비례대표제는 자유명부식 비례대표제와 구속명부식 비례대표제를 함께 이용해 진행되며, 중의원과 달리 선거구와 비례대표의 중복 입후보는 불가하다. 1980년의 선거까지는 도도부현 단위의 선거구제와 전국구제가 시행되었다. 제1회 참의원의원통상선거에서는 임기가 3년인 의원과 6년인 의원을 동시에 선출하였다.

### 의원 정수
의원 정수는 공직선거법에서 규정하고 있다.
1947년 의원 정수가 250석으로 정해졌으며, 오키나와의 반환으로 1971년과 1974년에 각각 1석을 늘려 정수가 252석으로 늘어났다. 2001년과 2004년에 각각 5석씩 의원정수를 줄여, 현재는 의원 정수가 242석(선거구 146명, 비례대표 96명)이나, 2019년 제25회 통상선거부터 의원정수를 3석(사이타마현 선거구 1석, 비례대표 2석) 늘렸다. 참의원 선거는 의원을 절반씩 교체하기 때문에, 2022년에도 정수가 3석 증가할 예정이다.
| 선거구 정수 147명 (개선 수 74명) | 147 / 245 |

| 비례대표 정수 98명 (개선 수 50명) | 98 / 245 |

## 조직 및 구성

### 의장 및 부의장
의장은 국회의 질서를 유지하고, 의사를 정리하며, 의원의 사무를 감독해, 의원을 대표한다. 부의장은 의장의 유고시나 결석시 의장의 직무를 대행한다. 각각 1명이다. 원칙은 각각의 임기가 만료할 때까지가 임기지만, 실제로는 3년마다의 참의원 선거 직후에 의장은 사임하고 후임을 선출하는 것이 관례로 되어 있다. 또한 의장이 당선 뒤 당적을 포기하는 것도 관례로 되어 있다.
참의원 의장은 의회 소집일이나 의장이 부재한 경우에는 출석한 의원이 재적 의원의 3분의 1 이상일 때 사무총장이 의장 직무대행으로 진행한다. 의장의 선출은 무기명 투표로 진행되며, 과반수를 얻은 사람을 당선인으로 한다. 과반수를 얻은 사람이 없을 때에는 득표자의 상위 2명을 두고 결선투표를 진행한다. 결선투표에서 2명의 득표수가 같을 때에는 추첨으로 결정한다.
황실전범에 의하여 참의원의 의장과 부의장은 황실회의의 의원이 된다.

#### 의장의 권한
- 의원석의 위치를 지정
- 개회식의 일시 및 장소를 중의원 의장과 협의해 지정.
- 국회 폐회 중의 의원의 사직을 허가.
- 위원을 선임하고 사임을 허가.
- 개회중의 위원회 개최를 허가.
- 공청회 개최를 승인.
- 개회 시각을 변경.
- 오후 6시를 경과하였을 때의 연회(延會)를 선고.
- 발언을 통지하지 않은 사람이 발언할 경우 발언을 허가.
- 자신의 의석에서 발언하는 사람을 연단에서 발언하도록 허가.
- 7일을 넘지 않는 의원의 휴가를 허가.
- 의사당 내의 경찰권.
- 국회 내부의 현행범의 체포를 명령.
- 회의장 내의 질서를 어지럽힌 의원에게 퇴장을 명령.
- 회의장 또는 위원회실에 들어오는 사람의 지팡이 휴대를 허가.
- 연단으로 오르는 것을 허가.
- 모든 질서에 대해 문제를 결정.
- 벨을 울려 회의장을 조용하게 하는 것.
- 방청인의 신체 검사.
- 방청인 수의 제한.
- 가부동수시의 결재권.

### 임시의장
국회법 제22조에서는 의장 및 부의장 모두 부재시에 임시의장을 선출해 의장의 직무를 대행하게 한다고 규정하고 있다.

### 상임위원회

#### 위원회의 종류
- 상임위원회
  - 내각위원회
  - 총무위원회
  - 법무위원회
  - 외교방위위원회
  - 재정금융위원회
  - 문교과학위원회
  - 후생노동위원회
  - 농림수산위원회
  - 경제산업위원회
  - 국토교통위원회
  - 환경위원회
  - 국가기본정책위원회
  - 예산위원회
  - 결산위원회
  - 행정감시위원회
  - 의원운영위원회
  - 징벌위원회
- 특별위원회
  - 재해대책특별위원회
  - 정치윤리의 확립 및 공직선거법개정에 관한 특별위원회
  - 오키나와 및 북방문제에 관한 특별위원회
  - 조선민주주의인민공화국에 의한 납치문제 등에 관한 특별위원회
  - 정부개발원조 등에 관한 특별위원회
- 조사회
  - 국제문제에 관한 조사회
  - 경제·산업·고용에 관한 조사회
  - 소자고령사회에 관한 조사회
  - 헌법조사회
  - 정치윤리심사회

#### 상임위원장
국회법 제48조에서는 위원장은 위원회의 의사를 정리하고 질서를 유지한다고 규정하고 있다.
상임위원장은 위원회 위원이 호선하거나 의장이 지명하여 선임된다고 규정되어 있지만 대개 각 계파간의 협의를 통해 위원장을 할당하고 후자를 이용하는 경우가 대부분이다.

### 사무총장
사무총장은 의장의 감독 하에 의원의 사무를 통리하여 공문에 서명한다. 본회의에서 국회의원이 아닌 사람으로부터 선출하거나, 의장이 지명으로 선임하지만 후자가 대부분이다.

## 기타

### 국회 개회식
국회 개회식은 참의원 회의장에서 행해진다. 이때는 천황이 참석하게 되는데, 개회식이 참의원 회의장에서 행해지는 것은 귀족원을 계승한 참의원에만 천황의 ‘어석(御席)’이 있기 때문이다. 이때는 중의원의 의원도 참의원 의장에 모이게 된다. 개회식은 중의원 의장이 주최하며, 반드시 국회의 첫날에 행해지지는 않는다.
일본공산당은 천황이 참석하는 국회 개회식을 두고 “제국의회의 의식을 계승하는 것으로, 이는 헌법이 규정한 천황의 국사행위에서 벗어난 것”이라고 비판하며, 국민 주권의 원칙을 지키기 위한다며 출석하지 않는다.

### 참의원 불요론
최근에는 참의원이 중의원과 크게 차이가 없어짐에 따라 참의원이 불필요하다고 하는 의견이 대두하고 있다. 양원제를 채택하고 있는 많은 나라가 연방제 국가인 것과 달리, 일본에서는 상원의 역할이 크게 필요하지 않은 것이나 참의원을 설치한 목적을 제대로 완수하지 못한 것 등을 참의원 불요론의 근거로 들고 있다.

## 같이 보기
- 일본의 행정기관
- 일본 정부
  - 입법부
    - 국회
    - 중의원

  - 행정부
    - 일본 내각
    - 총리
    - 국무대신

  - 사법부
    - 일본의 재판소
    - 일본 최고재판소
- 일본 참의원의원 통상선거